# Phare de Lodbjerg
Le phare de Lodbjerg (en danois : Lodbjerg Fyr) est un phare maritime situé sur la côte ouest du Danemark, au bord de la mer du Nord, dans la paroisse de Lodbjerg dans la municipalité de Thisted, anciennement la municipalité de Sydthy. Le phare mesure 35 mètres de haut et le feu (en totalisant la hauteur du terrain et celle de la tour) est à 48 mètres au-dessus du niveau de la mer.
Le phare classé est toujours en fonctionnement et s’allume avec deux éclairs blancs toutes les 20 secondes. Il a été construit en 1883 à partir de blocs de granit de Bohus en Suède. Il est situé à l’ouest de la plantation de dunes de Lodbjerg, et face à la mer à l’ouest se trouve la falaise côtière distinctive, « Black Nose », qui peut atteindre 10 mètres de haut et se compose d’argiles morainiques. Le phare est situé dans le parc national de Thy, et au nord se trouvent les grandes landes dunaires qui composent la zone Natura 2000 n° 43 Dune Heaths entre Stenbjerg et Lodbjerg. Au sud se trouvent les lacs søerne Flade Sø et Ørum Sø, et plus au sud Agger Tange et Krik Vig. Il est possible de monter dans la tour pendant la journée.